# 吳嘉賓 (明朝)
吳嘉賓（?—1628年），號灧石，四川重慶府巴縣民籍。明朝官员，同進士出身。

## 生平
万历三十四年（1606年）丙午科四川鄉試第五十六名舉人，萬曆四十四年（1616年）丙辰科三甲二十八名进士，通政司觀政，授德安府推官，治尚严明。四十六年本省同考，四十八年丁憂。天啓二年（1622年）補南昌府推官，四年本省同考，五年行取，正推吏部司官，未點用，改南京吏部考功司主事。崇禎元年（1628年）陞南吏部考功司郎中，十月升為陝西布政司參政、分守潼关道，行至荆州病卒。性端严，寡交游。著有《滟石集》。